# John H. Dunning
John Harry Dunning OBE (* 26. Juni 1927 Sandy (Bedfordshire); † 29. Januar 2009) war ein britischer Ökonom, der als einer der Begründer der Forschung über multinationale Unternehmen und internationale Direktinvestitionen gilt. Bekannt wurde er in den 1980er Jahren durch das von ihm entwickelte OLI-Modell als Rahmen der Theorie der Internationalisierung von Unternehmen.

## Leben
Im Krieg diente Dunning bei der Royal Navy in Ceylon. Danach studierte er Wirtschaftswissenschaften  am University College London und forschte an der University of Southampton über amerikanische Direktinvestitionen in Großbritannien. 1964 erhielt er eine Stiftungsprofessur an der University of Reading, wo er bis zu seiner Emeritierung arbeitete.  
Dunning war von 1987 bis 1988 Präsident der Academy of International Business in East Lansing (Michigan), deren Arbeit er stark förderte, ferner Mitbegründer der European International Business Academy und zeitweise Professor an der Rutgers University, New Jersey, USA, sowie Gastprofessor an anderen Universitäten.

## Werk
In Reading entwickelte Dunning das OLI-Modell, das auch als eklektisches Modell bekannt wurde. Es sieht die Treiber der Direktinvestitionen im Ausland nicht primär in internationalen Zinsdifferenzen als Folge national unterschiedlicher Faktorstrukturen, sondern vor allem in ownership advantages (Namensrechte, Copyright, Patente usw.), in Vorteilen bei der Beschaffung wichtiger externer Ressourcen und im Nutzen der Internalisierung (Inkorporierung) ausländischer intermediärer Agenten (Handelsvertreter, Vertriebsgesellschaften usw.) in das eigene Unternehmen. 
Dunning befasste sich (u. a. in Making Globalization Good) auch mit ethischen Problemen der Globalisierung.
Dunning hatte in Reading in den 1970er und 1980er Jahren zahlreiche Schüler, die ebenfalls bekannt wurden, so z. B. Mark Casson (* 1945) und Peter Buckley (* 1949). Dunnings Ansatz, dessen jüngere Vertreter – u. a. Rajneesh Narula (* 1963) – und deren Forschungsarbeiten wurden als die Reading School of International Business bekannt. Diese Schule geht von einer positiven Wirkung der geschützten Eigentumsrechte international agierender Unternehmen an innovativen Technologien aus, da der Eigentumsschutz dem internationalen Technologietransfer und der Überwindung von Marktimperfektionen dienen. Dabei schließen sich ihre Vertreter dem Argument Schumpeters an, dass ein gewisser Grad an Monopolisierung in Kauf zu nehmen ist, da er die technische Innovation fördert.

## Ehrungen
Dunning wurde auch als „father of international business“ bezeichnet. Er hielt fünf Ehrendoktorate und war Ehrenprofessor der University of International Business and Economics in Peking. Nach ihm wurde 2008 das John H. Dunning Centre for International Business der Henley Business School benannt.

## Veröffentlichungen
- American Investment in British Manufacturing Industry (1958)
- Globalization of Firms and the Competitiveness of Nations (mit M. Blomstrom und B. Kogat, 1991)
- Alliance Capitalism and Global Business (1997)
- Making Globalization Good: the Moral Challenges of Global Capitalism (2005)